# Deux Nigauds en Alaska
Pour plus de détails, voir Fiche technique et Distribution.
Deux Nigauds en Alaska (titre original : Lost in Alaska) est une comédie d'aventure américaine, en noir et blanc, réalisée par Jean Yarbrough et sortie en 1952. Ce film met en scène le duo comique Abbott et Costello et fait partie de la série Deux Nigauds.

## Synopsis
Deux pompiers, Tom Watson et George Bell, secourent un chercheur d'or sur le point de suicider. Toutefois, une méprise fait qu'ils se retrouvent recherchés par la police pour le meurtre de ce chercheur d'or. Ils partent alors en Alaska à sa poursuite et découvrent, une fois là-bas, qu'il compte beaucoup d'ennemis voulant le voir mort. Ils tâcheront alors de lui sauver la vie autant de fois que nécessaire afin de prouver qu'il n'est pas mort et qu'ils ne sont donc pas coupables…

## Fiche technique
- Titre : Deux Nigauds en Alaska
- Titre original : Lost in Alaska
- Réalisation : Jean Yarbrough
- Scénario : Martin Ragaway (en), Leonard B. Stern (en), Elwood Ullman
- Musique : Joseph Gershenson, Henry Mancini
- Directeur de la photographie : George Robinson
- Montage : Leonard Weiner
- Direction artistique : Robert F. Boyle, Bernard Herzbrun
- Décors : Russell A. Gausman, Ray Jeffers
- Costumes : Kara
- Production : Howard Christie, Universal Pictures
- Pays de production :  États-Unis
- Genre : Comédie, Film d'aventure
- Durée : 76 minutes
- Dates de sortie :
  - États-Unis : 28 juillet 1952
  - France : 26 août 1953

## Distribution
- Bud Abbott : Tom Watson
- Lou Costello : George Bell
- Mitzi Green : Rosette
- Tom Ewell : Nugget Joe McDermott
- Bruce Cabot : Jake Stillman
- Emory Parnell : Sherman
- Jack Ingram (en) : Homme de main
- Rex Lease : Old-Timer
- Joe Kirk (en) : Homme de main
- Minerva Urecal (en) : Mme McGillicuddy

Acteurs non crédités
- Victor Adamson : un chercheur d'or
- Bobby Barber (en) : le cuisinier du bateau
- Iron Eyes Cody : Canook

## Récompenses et distinctions

### Nominations
- Saturn Award 2005 :
  - Saturn Award de la meilleure collection DVD (au sein du coffret The Best of Abbott and Costello, vol. 1-3)